# Roddaregastregementet
Roddaregastregementet var ett marinregemente som år 1717 bildades av Västgöta- och båda Bohusroteringarna samt 1, 2, 3, 4:de enrolleringskompanierna. Ordern den 22 november 1717 löd:Detta regemente bewäras med mousqueter och bajonetter samt lätta kruttaskor.